# Henotesia alaokola
Henotesia alaokola är en fjärilsart som beskrevs av Charles Oberthür 1916. Henotesia alaokola ingår i släktet Henotesia och familjen praktfjärilar. Inga underarter finns listade i Catalogue of Life.